# 湯澤聖人
湯澤 聖人（ゆざわ まさと、1993年10月10日 - ）は、茨城県つくば市出身のプロサッカー選手。Jリーグ・アビスパ福岡所属。ポジションはディフェンダー（サイドバック）。

## 来歴

### プロ入り前
2009年、セレクションを経て流通経済大学付属柏高等学校に入学。サッカー部の同期に呉屋大翔、中村慶太、田上大地、古波津辰希らがいる。高校時代はサイドハーフを担当していたが、レギュラーを確保することはできなかった。
高校卒業後は流通経済大学に進学。入学当初は最下部のカテゴリーに配属されたが、右サイドバックにコンバートされると頭角を現し、2年時には総理大臣杯全日本大学サッカートーナメントを制して全日本大学選抜に選出された。3年時の2014年9月、U-21日本代表のトレーニングキャンプに初招集され、翌年2月のAFC U-23選手権2016 (予選)でも予備登録メンバーに名を連ねた。
2015年1月16日、大学卒業後の2016年シーズンから柏レイソルに加入することが発表され、5月に特別指定選手として登録された。同年7月の第28回ユニバーシアード競技大会では全6試合に出場し、銅メダル獲得に貢献した。

### 柏レイソル
2016年4月6日、ヤマザキナビスコカップグループリーグ第3節横浜F・マリノス戦でプロ初出場。5月13日のJ1 1stステージ第12節サンフレッチェ広島戦でJリーグデビューを果たした。12月29日、京都サンガF.C.に期限付き移籍で加入することが発表された。

### ヴァンフォーレ甲府
2017年12月27日に、翌18年よりヴァンフォーレ甲府に加入することが発表される。

### アビスパ福岡
2019年12月27日、アビスパ福岡に完全移籍で加入することが発表された。

## 所属クラブ
- 谷田部FC
- 2006年 - 2008年 つくばFC (牛久市立下根中学校)
- 2009年 - 2011年 流通経済大学付属柏高等学校
- 2012年 - 2015年 流通経済大学
  - 2015年 柏レイソル (特別指定選手)
- 2016年 - 2017年  柏レイソル
  - 2017年  京都サンガF.C.（期限付き移籍）
- 2018年 - 2019年  ヴァンフォーレ甲府
- 2019年 -  アビスパ福岡

## 個人成績
| 国内大会個人成績 | 国内大会個人成績 | 国内大会個人成績 | 国内大会個人成績 | 国内大会個人成績 | 国内大会個人成績 | 国内大会個人成績 | 国内大会個人成績 | 国内大会個人成績 | 国内大会個人成績 | 国内大会個人成績 | 国内大会個人成績 |
| 年度             | クラブ           | 背番号           | リーグ           | リーグ戦         | リーグ戦         | リーグ杯         | リーグ杯         | オープン杯       | オープン杯       | 期間通算         | 期間通算         |
| 年度             | クラブ           | 背番号           | リーグ           | 出場             | 得点             | 出場             | 得点             | 出場             | 得点             | 出場             | 得点             |
| 日本             | 日本             | 日本             | 日本             | リーグ戦         | リーグ戦         | リーグ杯         | リーグ杯         | 天皇杯           | 天皇杯           | 期間通算         | 期間通算         |
| ---------------- | ---------------- | ---------------- | ---------------- | ---------------- | ---------------- | ---------------- | ---------------- | ---------------- | ---------------- | ---------------- | ---------------- |
| 2015             | 流経大           | 2                | -                | -                | -                | -                | -                | 2                | 0                | 2                | 0                |
| 2016             | 柏               | 21               | J1               | 11               | 0                | 3                | 0                | 1                | 0                | 15               | 0                |
| 2017             | 京都             | 2                | J2               | 9                | 0                | -                | -                | 0                | 0                | 9                | 0                |
| 2018             | 甲府             | 2                | J2               | 27               | 2                | 2                | 0                | 1                | 0                | 30               | 2                |
| 2019             | 甲府             | 2                | J2               | 14               | 0                | -                | -                | 3                | 0                | 17               | 0                |
| 2020             | 福岡             | 2                | J2               | 26               | 0                | -                | -                | -                | -                | 26               | 0                |
| 2021             | 福岡             | 2                | J1               | 30               | 0                | 6                | 0                | 2                | 0                | 38               | 0                |
| 2022             | 福岡             | 2                | J1               | 26               | 0                | 10               | 0                | 4                | 0                | 40               | 0                |
| 2023             | 福岡             | 2                | J1               | 26               | 1                | 7                | 1                | 3                | 0                | 36               | 2                |
| 2024             | 福岡             | 2                | J1               | 15               | 0                | 0                | 0                | 0                | 0                | 15               | 0                |
| 2025             | 福岡             | 2                | J1               |                  |                  |                  |                  |                  |                  |                  |                  |
| 通算             | 日本             | 日本             | J1               | 108              | 1                | 26               | 1                | 10               | 0                | 144              | 2                |
| 通算             | 日本             | 日本             | J2               | 76               | 2                | 2                | 0                | 4                | 0                | 82               | 2                |
| 通算             | 日本             | 日本             | 他               | -                | -                | -                | -                | 2                | 0                | 2                | 0                |
| 総通算           | 総通算           | 総通算           | 総通算           | 184              | 2                | 28               | 1                | 16               | 0                | 228              | 3                |

- 2015年は特別指定選手としての出場はなし。

### 出場歴
- 公式戦初出場 - 2016年4月6日 ヤマザキナビスコカップ グループリーグ第3節・横浜F・マリノス戦（ニッパツ三ツ沢球技場）
- Jリーグ初出場 - 2016年5月13日 J1 1stステージ第12節・サンフレッチェ広島戦（エディオンスタジアム広島）
- その他の公式戦
  - 2019年 - J1参入プレーオフ 1試合0得点

## タイトル

### クラブ
流通経済大学付属柏高等学校
- 全国高等学校総合体育大会千葉県大会 : 2010年
- 全国高等学校サッカー選手権大会千葉県大会 : 2010年

流通経済大学
- 総理大臣杯全日本大学サッカートーナメント : 2013年、2014年
- 全日本大学サッカー選手権大会 : 2014年
- 茨城県サッカー選手権大会 : 2015年

アビスパ福岡
- Jリーグカップ（2023年）

### 代表・選抜
全日本大学選抜
- デンソーカップチャレンジサッカー : 2014年

### 個人
- 全日本大学サッカー選手権大会 ベストディフェンダー賞 : 2014年

## 代表・選抜歴

### 出場大会
- 全日本大学選抜
  - 2014年 - 第28回デンソーカップチャレンジサッカー
- ユニバーシアード日本代表
  - 2015年 - 第28回ユニバーシアード競技大会
- U-22日本代表
  - 2015年 - AFC U-23選手権2016予選（予備登録メンバー）